# Estación de Gagny
La estación de Gagny es una estación ferroviaria francesa situada en la comuna homónima, en el departamento de Seine-Saint-Denis, al este de París. Pertenece a la línea E de la Red Exprés Regional más conocida como RER donde se configura como parte del ramal E2.  
En el 2006, fue utilizada por más de dos millones de viajeros.

## Historia
Fue inaugurada el 5 de julio de 1849 como parte de la línea París - Estrasburgo. Como tal fue explotada por diferentes compañías privadas hasta que en 1938 recaló en manos de la SNCF, regresando así a manos públicas.  
El 12 de julio de 1999, la creación de la línea E del RER le dio un nuevo impulso. 

## Descripción
La estación se encuentra a escasos 15 kilómetros al este de París. 
Dispone de dos andenes centrales y de cuatro vías. Es posible acceder a ellas bien desde Gagny, bien desde la limítrofe Villemomble ya que las vías se sitúan en el límite de ambas comunas con accesos a ambos lados. 

## Servicios ferroviarios
- Trenes de cercanías: Sólo los trenes de cercanías de la línea E se detienen en esta estación. Por hora, y en casa sentido, circulan entre 4 a 8 trenes.